# Joyce Mansour
Joyce Mansour, som ogift Joyce Patricia Adès, född 25 juli 1928 i engelska Bowden i grevskapet Cheshire, död 27 augusti 1986 i Paris, var en egyptisk-judisk poet som skrev på franska och räknas till surrealismens andra generation.

## Verksamhet
Joyce Mansour debuterade 1953 med diktsamlingen Cris. Den uppmärksammades i surrealisternas tidskrift Médium, vilket ledde till att hon träffade André Breton. Genom honom blev hon bekant med konstnärer och författare som Pierre Alechinsky, Wifredo Lam, Henri Michaux, André Pieyre de Mandiargues och tog del i surrealistgruppens aktiviteter. 
I förordet till den tredje upplagan av Anthologie de l'humour noir (1966) berättade André Breton att han avstått från att utöka antologin med ytterligare bidrag sedan andra upplagan 1950, men hade han gjort det skulle något av Joyce Mansour hört dit.
Hon presenterades på svenska första gången 1964 av Lars Bjurman, med en kort berättelse kallad "Puckel" i antologin Fantastika. Ett par av hennes verk har sedan dess getts ut i sin helhet i svensk översättning, prosaberättelsen Julius Caesar och debutdiktsamlingen Skrik.

## Verk (urval)
- Cris (Paris: Éd. Seghers, 1953)
  - Skrik, diktsamling, i översättning och med efterord av Carl-Michael Edenborg (Sphinx bokförlag, 2015)
- Jules César, illustrerad med fem kopparstick av Hans Bellmer (Paris: Éd. Pierre Seghers, 1955)
  - Julius Caesar, berättelse, illustrerad av Bo Veisland, i översättning av Jonas Ellerström, med efterskrift av Mattias Forshage (Sphinx bokförlag, 2009)